# Mengjiang
Mengjiang (蒙疆; pinyin: Měngjiāng; officielt navn (1939–1941) 蒙疆聯合自治政府, Mengjiang lianhe zizhi zhengfu, Den mongolske grænses forenede selvstyreregering) var mellem 1936 og 1945 en japansk støttet stat i det, som senere er kendt som de centrale dele af Indre Mongoliet i det nordlige Kina ved grænsen mod Mongoliet. Hovedstad var Guihua (siden kendt som Hohhot), og som regeringsleder, "ordfører", virkede fra 1941 prins Demchugdongrub.
Mengjiang ophørte at eksistere, da Den røde hær besatte området i efteråret 1945 under Operation Auguststorm.

## Baggrund
Efter Qing-dynastiets sammenbrud gjorde mongolerne i 1912 oprør og erklærede deres uafhængighed. Befolkningen i Tibet gjorde det samme. De to nye stater anerkendte gensidigt hinanden ved Venskabs- og allianceaftalen mellem Mongoliet og Tibet fra 1913. Samme år indgik Rusland og Kina en aftale, der anerkendte "Ydre Mongoliet" (Nordlige Mongoliet) som en selvstyrende stat under kinesisk overhøjhed, og hvor begge lande forpligtede sig til ikke at kolonisere landet. I praksis kom området under russisk kontrol og fungerede som et russisk protektorat. I 1919 ophævede kineserne Mongoliets selvstyre og annullerede den russisk-kinesiske overenskomst om Mongoliet og besatte Urga. Dette førte til vedvarende kampe mellem kinesere, mongoler og russere i Mongoliet. I realiteten skete der en indvandring og bosættelse af kinesiske bønder helt frem til Tachingshan-bjergene, og store dele af landområdet blev forvandlet fra nomadisk mongolsk steppe til kinesisk agerland. Den imperialistiske koloniseringspolitik blev suppleret med undertrykkelse af mongolerne. Denne undertrykkelse af mongolerne i det sydlige "indre" Mongoliet fik befolkningen til at søge veje til selvstændighed. Denne mulighed opstod dog først i 1930-erne, da Kejserriget Japan så en egen fordel i at støtte en sådan udvikling.
Ved oprettelsen af en selvstændig manchurisk stat, Manchukuo, i 1932 med støtte fra Japan fik befrielsesbevægelsen i det sydlige Mongoliet fornyet energi. Der fandtes en stor mongolsk befolkning i Hsingan-området i det vestlige Manchuriet og i Jehol, og disse fik under den nye machuriske regering nye friheder og privilegier, som de ikke havde haft under den kinesiske undertrykkelse. Via den manchuriske regering kunne Japan gennemføre en promongolsk politik. Der blev oprettet nye højskoler og krigsskoler i Manchukuo for mongoler, og der blev udøvet omfattende propaganda for mongolsk selvstændighed i forhold til regeringerne i Nanking (Kina) og Moskva (Sovjetunionen).
Efter Manchukuo begyndte Japan at sondere stemningen i Chakhar, som endnu befandt sig under kinesisk herredømme, og hvor mongolernes krav om selvstændighed nu vandt stadigt stærkere fodfæste. Japanerne lod en betroet agent, oberst Doihare, intrigere i området og fremme modsætningsforholdet mellem den mongolske selvstændighedsbevægelse og Nanking med dets kinesiske centraliseringspolitik. General Fy Tso-yi, der var kinesisk provinsguvernør i Suiyuan, modarbejdede på Nanking-styrets vegne den japanske indflydelse, idet kineserne især ønskede at genvinde kontrollen over netop dette område. Da japanerne besatte Nankow-passet under konflikten med kineserne, rykkede japanske og manchuriske tropper fra Jehol samtidig frem mod Kalgan og fortsatte under hurtig fremrykning langs Suiyan-jernbanen over Tatung og Kweisui til Paotow ved den Gule Flod. Dette ændrede helt situationen for mongolerne, som nu så japanerne som vejen til at opnå autonomi. Fuldstændig selvstændighed forekom ikke realistisk for et område, der var omstridt af datidige stormagter som Kina, Sovjetunionen og Japan. Og japanerne så en egen fordel i at etablere en autonom mongolsk stat under japansk overherredømme.
Befolkningen i "Indre Mongoliet" udgjorde omkring 1.200.000 mod kun 800.000 i "Ydre mongoliet". Hver mongolsk familie sendte mindst en af sine sønner til et af de utallige lamaklostre, hvor de levede et passivt liv og gik tabt for at sikre en mulig befolkningsvækst. I "Ydre Mongoliet" havde sovjetstyret forvandlet Urga, det religiøse midtpunkt for de tibetanske mongoler, til Ulan Bator, hvor helligdomme blev lukkede og mange lamaer blev rekrutterede til sovjethæren. Da japanerne fik kontrol over området, begyndte man også at udskrive mongolere, der skulle indgå i en national mongolsk hær, som kunne støtte japanerne i deres kamp mod kineserne men man valgte en mere forsigtig politik.
Den nye mongolske selvstændighedsbevægelse blev ledet af mongolfyrsten Teh Wang fra Silingol-forbundet. Hans mål var det sydlige Mongoliets autonomi, men han vaklede endnu mellem at satse på Nanking eller på Japan. Under indtryk af den russiske indflydelse i "Ydre Mongoliet" og kinesisk pres fra syd på grund af indvandringen forudså han, at mongolerne var endt i en situation, som ikke lovede godt for deres fremtid. I et interview sagde han: "Det er mit og det mongolske folks varmeste ønske, at den dag snart vil komme, hvor alle mongoler fra Sinkiang til Hsinghan-bjergene, fra Tachingshan til Burjat-Mongoliet, forenes til et stormongolsk rige." Han tilføjede: "Så langt som vort mongolske folk driver deres hjorder over de endeløse steppers grønne tæppe, så langt skal fremtidens stormongolske rige strække sig." På et spørgsmål om betydningen af udråbelsen af en indre-mongolsk stat svarede han: "den betyder et skridt nærmere vort mål. I den nye stat, hvis sydgrænse atter dannes af Den Store Mur, mongolernes gamle grænse, findes millioner af indvandrede kinesere. Vi må derfor udforme vores stat med en føderativ regering for at opnå den nødvendige samforståelse uden hvilken to i bund og grund adskilte racer ikke kan leve i een stat." Han henviste til de samtidige bestræbelser på at forene alle tyskere i ét storrige som forbillede for mongolernes bestræbelser.

## Historie
Den mongolske militære regering (蒙古 軍 政府) blev dannet den 12. maj 1936 og havde prins Yondonwangchug af Ulanqab som sin første leder. Det blev omdøbt i oktober 1937 til Den mongolske forenede autonome regering (蒙古 聯盟 自治 政府). I 1936 og 1937 skete gennemførte japanske styrker operationer i Suiyuan, som førte til besættelsen og indlemmelsen også af denne provins. [Den 1. september 1939 blev de overvejende Han-kinesiske regeringer i Sydlige Chahar og Nordlige Shanxi fusionerede med den mongolske selvstyrende regering, hvilket skabte den nye Mengjiang Forenede Autonome Regering (蒙疆 聯合 自治 政府). Hovedstaden blev etableret i Zhangbei (Changpei) nær Kalgan (Zhangjiakou), med regeringens kontrol, der strækkede sig omkring Hohhot. Den 4. august 1941 blev den igen omdøbt til Den mongolske autonome føderation (蒙古 自治 邦).
I 1939 omorganiserede Wang Jingwei resterne af den kinesiske regering i de af Japan kontrollerede områder til en japansk støttet stat, almindeligvis omtalt som Wang Jingwei-regimet, eller Republikken Kinas reformerede regering med hovedstad i Nanjing. Mengjiang blev nominelt inkorporeret i regimet i 1940, skønt den forblev autonom i forhold til Nanjing.
Mengjiang kapitulerede i 1945, da den blev invaderet af den sovjetiske røde hær og den mongolske røde hær som en del af den manchuriske strategiske offensive operation. Det meste af området, med den bemærkelsesværdige undtagelse af Kalgan, er nu en del af det kinesisk kontrollerede Indre Mongoliet i Folkerepublikken Kina.

## Økonomi
Japanerne oprettede Mengjiang Bank, der trykte sin egen valuta uden år på den. Nogle traditionelle lokale pengeudlånsforretninger lavede også valuta med nummereringssystem baseret på kinesisk år, såsom Jiachen-året (甲辰 年).
Japanerne havde strategiske mineralinteresser i Mengjiang. Således bragte japanerne jernminen i Xuanhua Longyan i produktion med skønnede reserver på 91.645.000 ton i 1941 og analyserede kulreserverne i landet, den ene var på 504 ton og den anden med en potentiel produktion på 202.000 ton (1934).
Mengjiang jernforekomster blev eksporterede direkte til Japan. På samme tid søgte japanerne efter kulreserver i Suiyuan (en anden besat sektor i Mengjiang), inklusive en på 417 millioner tons, og en med en potentiel udvinding på 58.000 ton i 1940.